# 什塔尼夫卡
51°4′19″N 34°17′49″E / 51.07194°N 34.29694°E
什塔尼夫卡（烏克蘭語：Штанівка）是位於烏克蘭東北部的村莊，由蘇梅州蘇梅區的比洛皮利亞市鎮負責管轄。該村距離扎里奇內和杜德琴基1公里，海拔高度146米，2001年人口160。